# The Good Provider
The Good Provider is een Amerikaanse dramafilm uit 1922 onder regie van Frank Borzage. Destijds werd de film in Nederland uitgebracht onder de titel De gezegende vader.

## Verhaal
De Joodse immigrant Julius Binswanger verdient goed zijn brood als venter in een klein Amerikaans stadje. Vijftien jaar later krijgt hij moeite om te concurreren. Zijn dochter Pearl is verliefd op de rijke New Yorker Max Teitlebaum en Julius gaat met zijn kinderen in New York wonen. Hij kan moeilijk aarden in de grote stad en krijgt er geldproblemen.

## Rolverdeling
| Acteur              | Personage                   |
| ------------------- | --------------------------- |
| Vera Gordon         | Becky Binswanger            |
| Dore Davidson       | Julius Binswanger           |
| Miriam Battista     | Pearl Binswanger (als kind) |
| Vivienne Osborne    | Pearl Binswanger            |
| William Collier jr. | Izzy Binswanger             |
| John Roche          | Max Teitlebaum              |
| Ora Jones           | Mevrouw Teitlebaum          |
| Eddie Phillips      | Broadway Sport              |
| Muriel Martin       | Flapper                     |
| James Devine        | Mijnheer Boggs              |
| Blanche Craig       | Mevrouw Boggs               |
| Margaret Severn     | Danseres                    |